# شاخه‌زنی همپایه

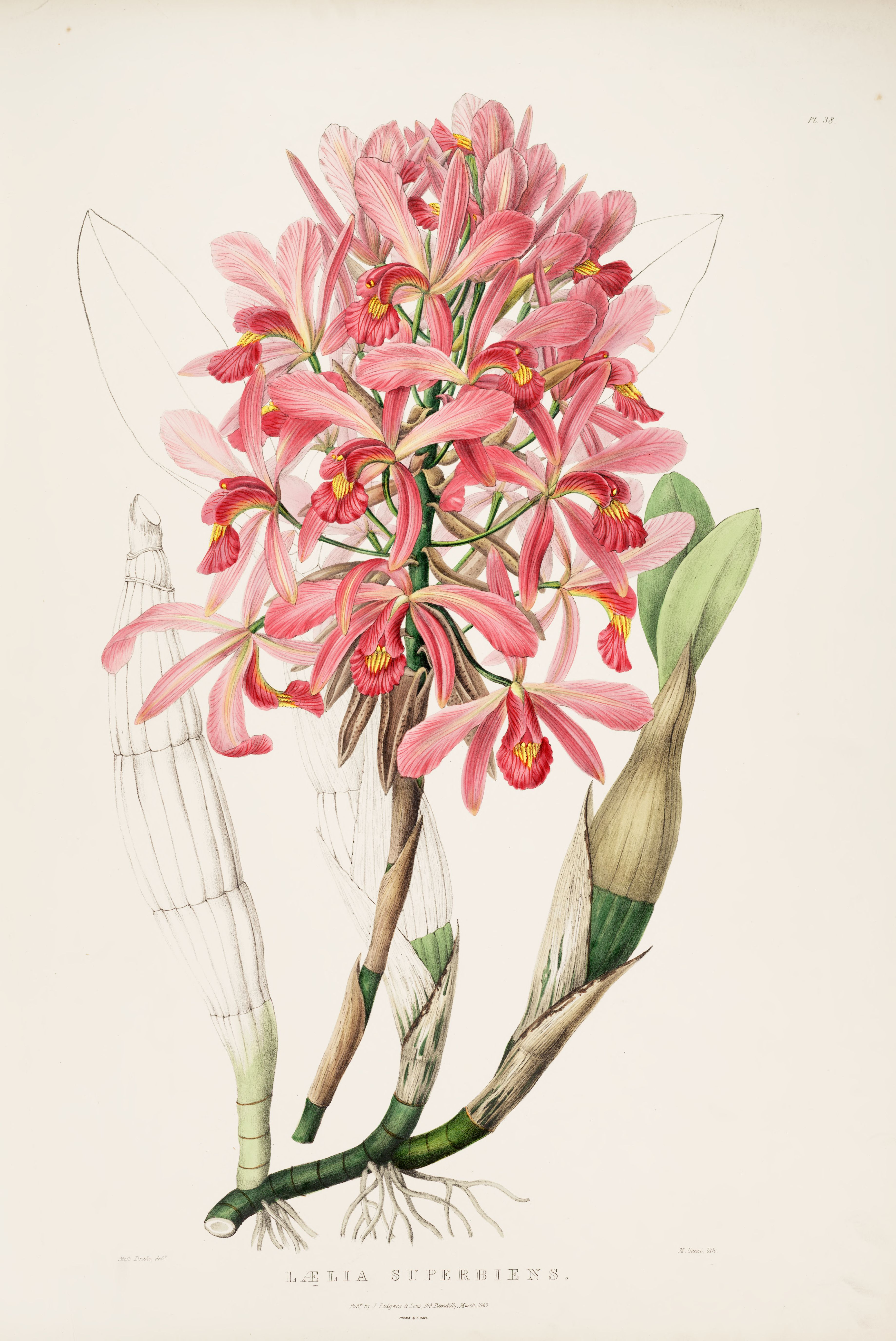
Laelia superbiens، یک ارکیده همپایه

رشد همپایه (به انگلیسی: Sympodial, Sympode) یک الگوی شاخه‌زنی دوشاخه است که در آن یک شاخه قوی‌تر از دیگری رشد می‌کند و در نتیجه شاخه‌های قوی‌تر شاخساره اولیه را تشکیل می‌دهند و شاخه‌های ضعیف‌تر به صورت جانبی ظاهر می‌شوند. همپایه (که به آن شبه محور نیز می‌گویند)، شاخه اولیه است که شامل شاخه‌های قوی‌تر است که در طول رشد همپایه ایجاد می‌شود. الگوی شبیه به انشعاب دوگانه است. با انشعاب در امتداد ساقه یا نخینه آشکار می‌شود.
در گیاه‌شناسی، رشد همپایه زمانی رخ می‌دهد که مریستم آپیکال پایان یافته و رشد توسط یک یا چند مریستم جانبی ادامه می‌یابد که این روند را تکرار می‌کند. مریستم آپیکال ممکن است برای ایجاد گل‌آذین یا دیگر ساختارهای مشخص مصرف شود یا ممکن است سقط شود.